# Eton (Royaume-Uni)
Pour les articles homonymes, voir Eton.
Eton [iton] est une ville d'Angleterre, dans le comté de Berkshire se trouvant sur la rive gauche de la Tamise, en face de la ville de Windsor. Avant 1974, elle faisait partie du Buckinghamshire.
Célèbre pour son château royal, les deux cités sont reliées entre elles par le Windsor Bridge.

## Historique
Eton est célèbre pour son collège, fondé en 1440 par Henri VI, et qui eut comme élèves de grands personnages historiques comme le premier duc de Wellington, ou écrivains (Henry Fielding), et nombre de premiers ministres ou encore de figures royales comme les princes William et Henry.

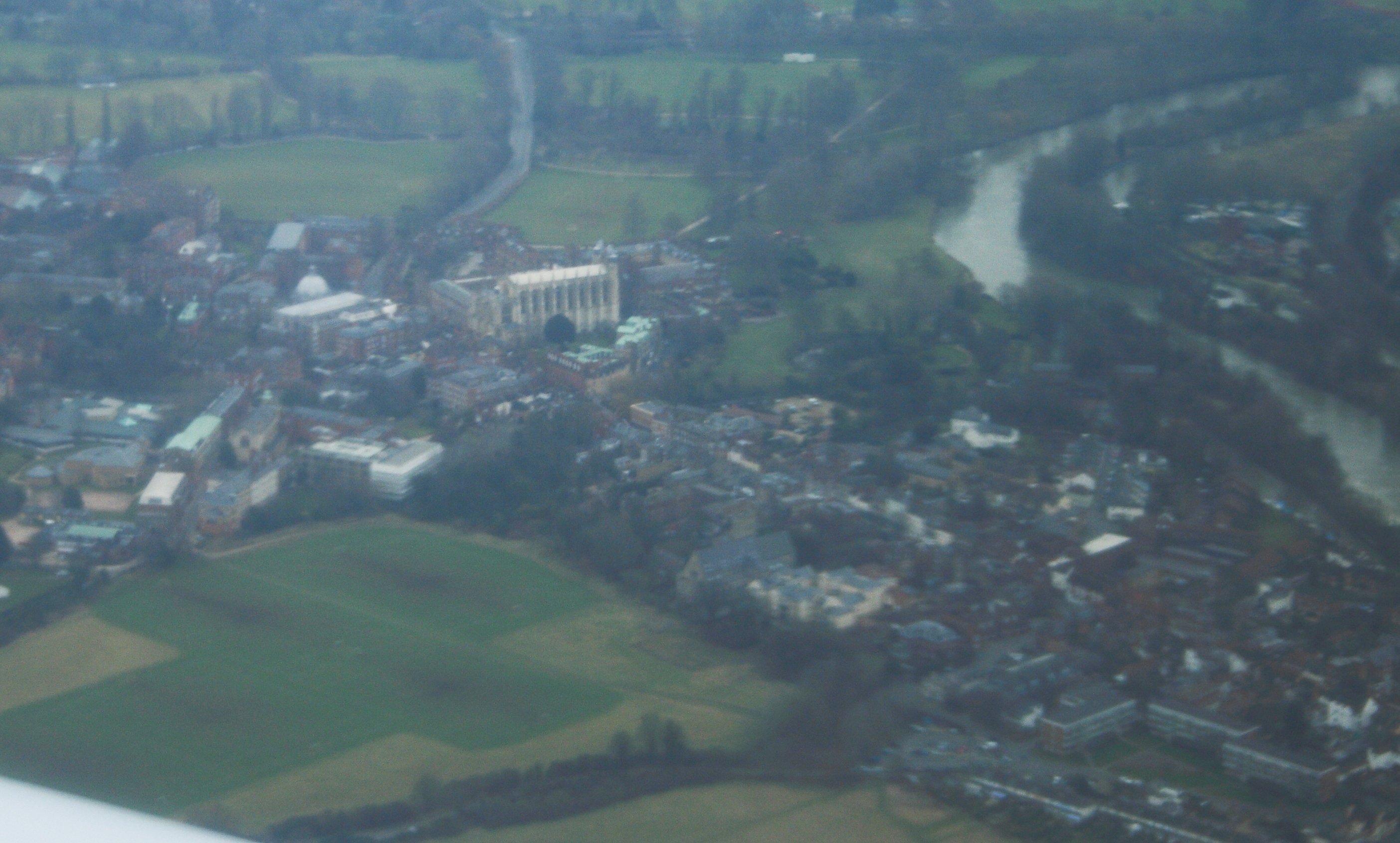
Vue aérienne d'Eton en 2009.

## Personnalités liées à la ville
- Sir Anthony George Berry (1924-1984), homme politique britannique, député du Parti conservateur, assassiné à Brighton par l'IRA, y est né ;
- William Evans (1798–1877), aquarelliste anglais, y est né et y est mort ;
- Anna Madeline Jackson (1838-1924), témoin des massacres de Lucknow, née à Eton ;
- Humphrey Lyttelton (1921-2008), trompettiste, parfois clarinettiste, de jazz britannique, y est né ;
- Thomas Morell (1703–1784), librettiste, y est né ;
- William Oughtred (1574-1660), mathématicien et théologien, y est né ;
- Sir Henry Savile (1549–1622), directeur du Merton College (Oxford) et prévôt d'Eton, un des principaux contributeurs à la Bible du roi Jacques, y est mort.